# جان ادموند گوف
جان ادموند گوف (انگلیسی: John Gough; ۲۵ اکتبر ۱۸۷۱ – ۲۲ فوریهٔ ۱۹۱۵) فرد نظامی اهل پادشاهی متحد بریتانیای کبیر و ایرلند بود. وی همچنین برندهٔ جوایزی همچون صلیب ویکتوریا شده‌است.